# Рьоз
Рьоз (фр. Rioz) — коммуна во Франции, находится в регионе Франш-Конте. Департамент — Верхняя Сона. Административный центр кантона Рьоз. Округ коммуны — Везуль.
Код INSEE коммуны — 70447.

## География
Коммуна расположена приблизительно в 320 км к юго-востоку от Парижа, в 21 км севернее Безансона, в 23 км к югу от Везуля.

## Население
Население коммуны на 2010 год составляло 1891 человек.
| 1962 | 1968 | 1975 | 1982 | 1990 | 1999 | 2010 |
| ---- | ---- | ---- | ---- | ---- | ---- | ---- |
| 682  | 683  | 836  | 889  | 883  | 1134 | 1891 |

## Экономика
В 2010 году среди 1242 человек трудоспособного возраста (15—64 лет) 976 были экономически активными, 266 — неактивными (показатель активности — 78,6 %, в 1999 году было 74,5 %). Из 976 активных жителей работали 907 человек (475 мужчин и 432 женщины), безработных было 69 (26 мужчин и 43 женщины). Среди 266 неактивных 123 человека были учениками или студентами, 80 — пенсионерами, 63 были неактивными по другим причинам.

## Фотогалерея

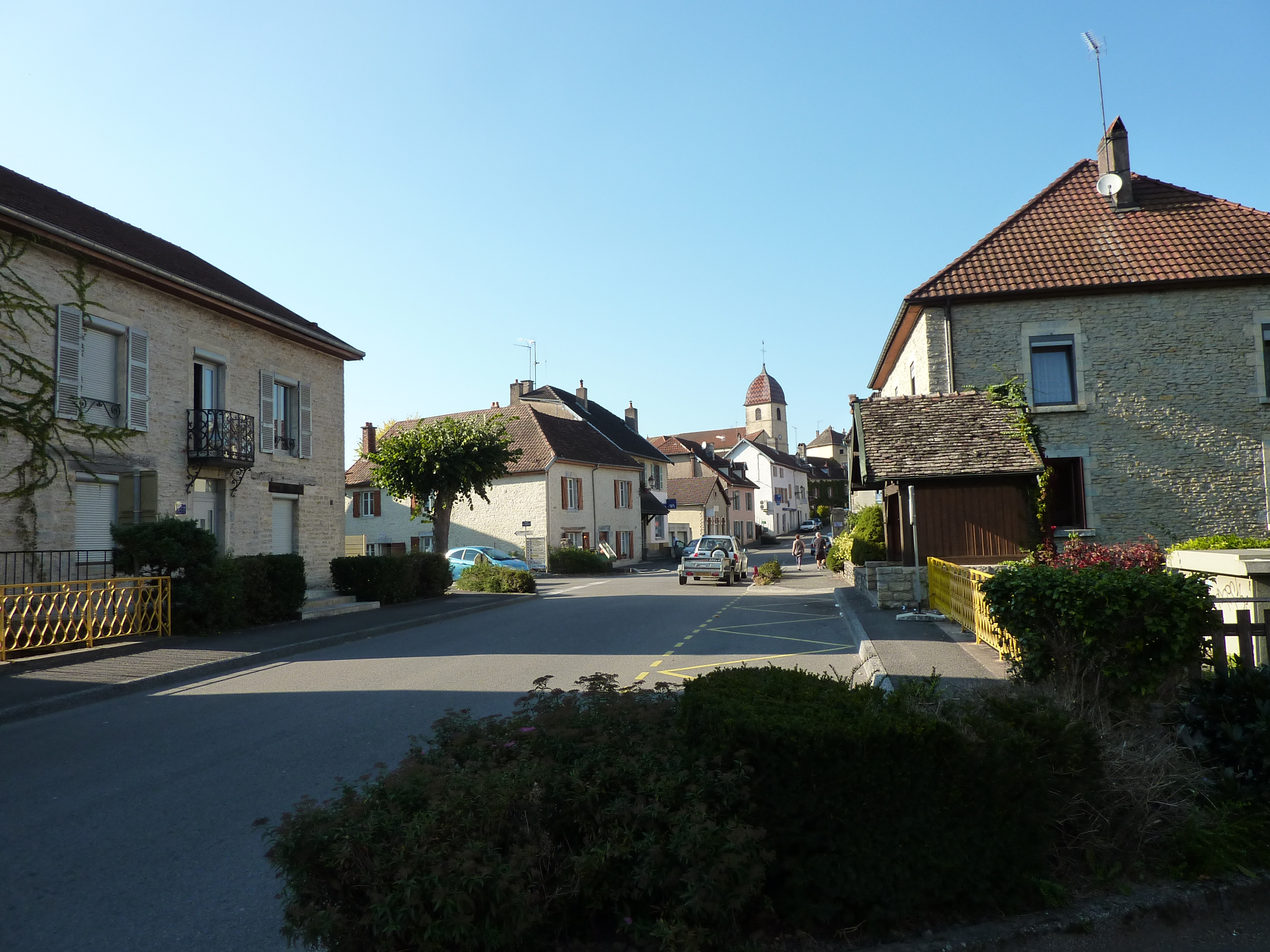
Рьоз
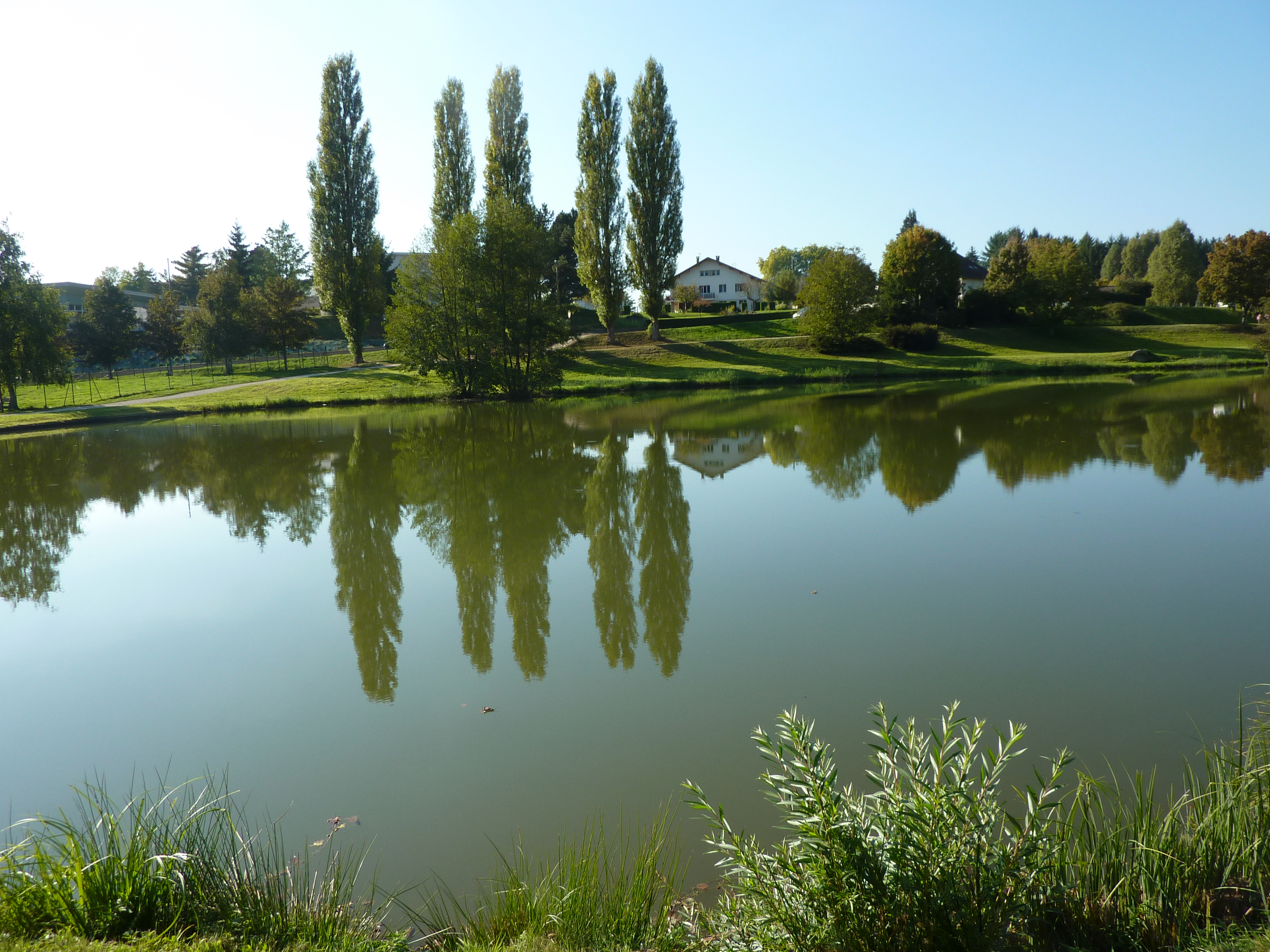
Озеро Рьоз
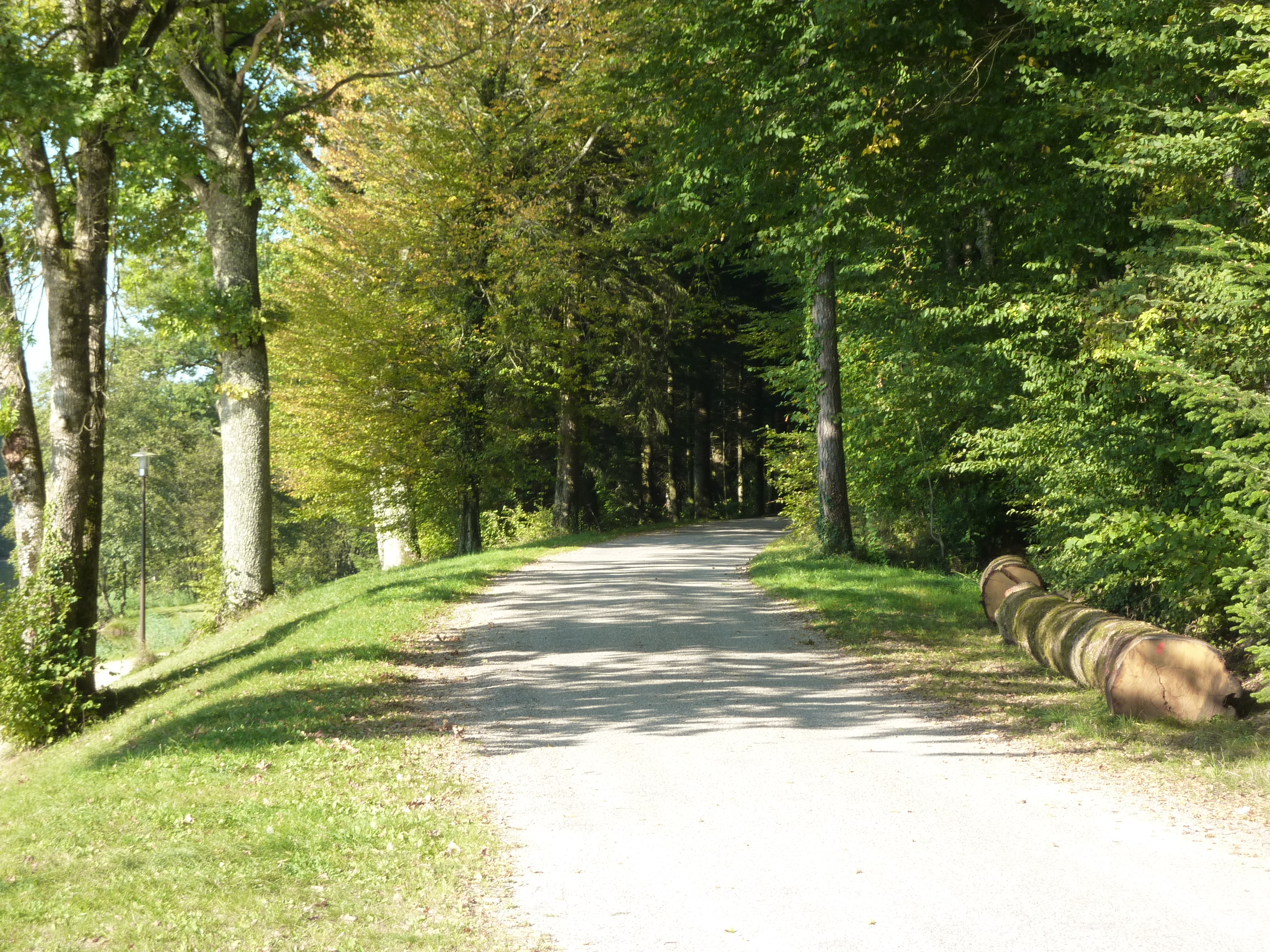
Дорога в лесу вокруг озера Рьоз